# Carrie Reichardt
Carrie Reichardt (Londres, 1966) es una artista británica representante del arte protesta. Realiza piezas colaborativas a gran escala en torno a la injusticia sistémica y el activismo social.
Las salas de tratamiento (Treatment rooms), ejemplo llamativo de su audaz estilo de mosaico, son también la sede y el estudio de Reichardt.
Carrie es miembro del movimiento denominado Craftivismo del que es una gran defensora. En sus creaciones utiliza murales, cerámica, serigrafía y diseño gráfico. Ha comisariado una de las pocas exposiciones exclusivamente craftivistas en el Reino Unido.

## Trayectoria

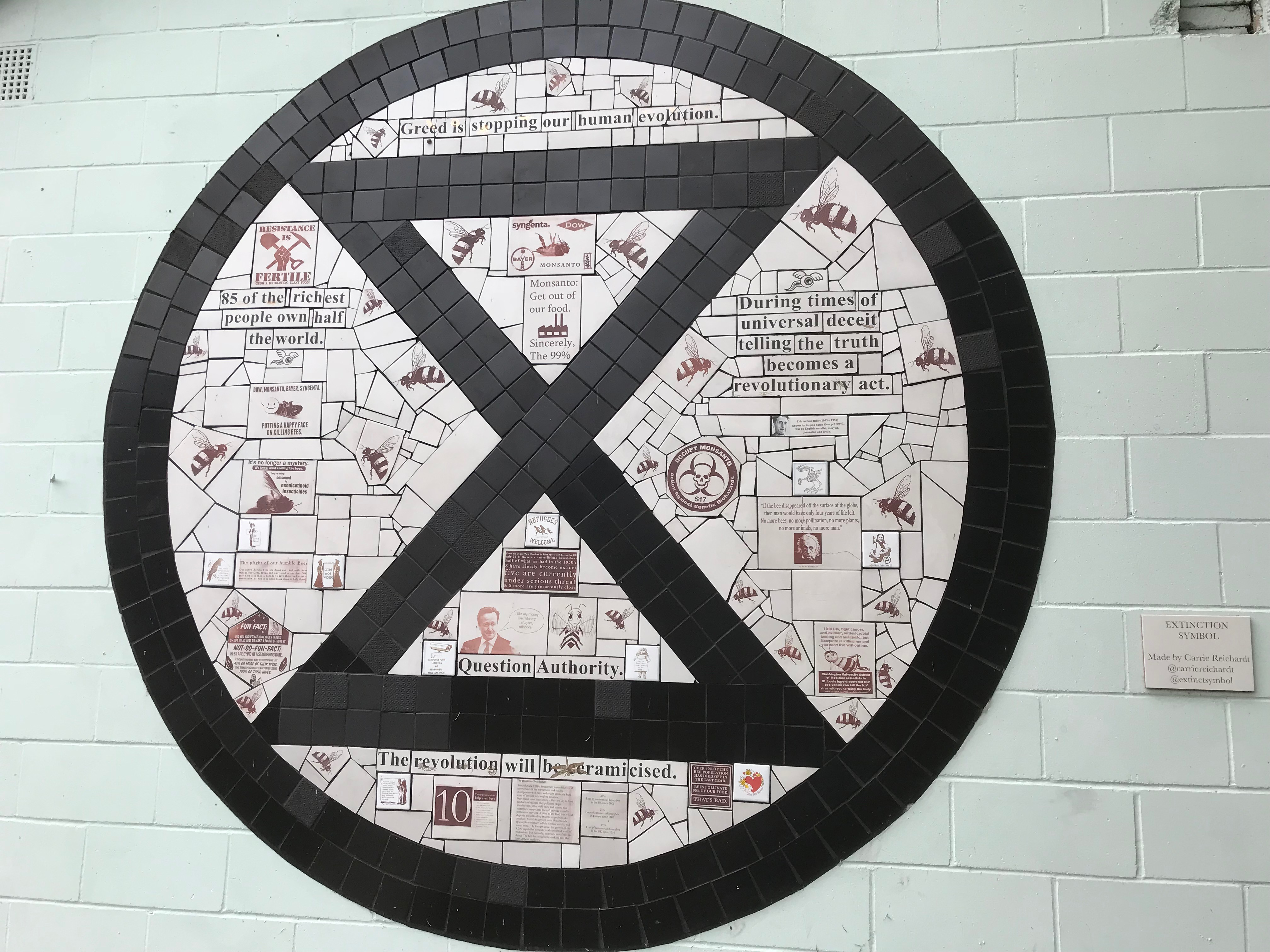
Abejas de Carrie Reichardt.

Reichardt se formó en la Universidad de Kingston y se licenció en Bellas Artes en la Universidad Metropolitana de Leeds. En 2009 fue invitada como artista residente en Camberwell Art College siendo parte del programa de acceso de artistas a escuelas de arte.
A esto le siguió un período como Artista Residente en el Single Homeless Project. Ha expuesto en la Whitecross Street Party en Islington como parte de su colaboración continua con el SHP.
Carrie Reichardt se ha manifestado a menudo sobre el uso de la artesanía y el arte como protesta, por ejemplo en las conferencias del Día Internacional de la Mujer de los Museos Nacionales de Liverpool en marzo de 2012. Dentro del movimiento también representó al Reino Unido como parte de un grupo de artistas internacionales invitados a realizar un mosaico en el edificio del gobierno argentino en Buenos Aires.

## Trabajo notable
Reichardt es conocida por su vajilla anárquica. Esta vajilla está decorada con motivos vintage floral, kitsch, real y religiosa dándole un  nuevo giro a la decoración al cocerla nuevamente con capas de nuevas calcomanías de cerámica. Los objetos se modifican en un "uso radical de cosas tradicionales", junto con calaveras, lemas atrevidos y declaraciones políticas.
- El Tiki Love Truck, encargado por ' Walk the Plank ', especialistas en espectáculos al aire libre. Esta camioneta cubierta de mosaicos fue dedicada a la memoria de un preso condenado a muerte. Tras ganar el primer premio en el desfile inaugural en Manchester, el camión ha participado desde entonces en el Desfile Iluminado de Blackpool  y en el Desfile Glowmobile de Gateshead.
- Caballo de Troya: se trata de un caballo de resina de tamaño natural, con una calavera como cara y recubierto de un mosaico de información sobre el abuso de los caballos, realizado en colaboración con el escultor Nick Reynolds. Esta protesta contra la crueldad ecuestre se llevó a cabo en el Festival de Carreras de Cheltenham, un evento simbólico del establishment británico y un centro internacional de las carreras de caballos. El proyecto apareció en The Guardian.
- El desfile de elefantes de Londres de 2010: el elefante de mosaico de Carrie, 'Phoolan', fue parte del evento de arte público más grande de la historia, que tuvo lugar afuera del Museo de Historia Natural de Londres.
- El Desfile de Elefantes de Milán: este proyecto conjunto con Reynolds se inspiró en el espíritu revolucionario que se extendía por todo el mundo y transmitió el mensaje de que acabar con el capitalismo es la única forma verdadera de salvar a los elefantes y al planeta.[3] El elefante estaba expuesto en el exterior del Museo de Arte de la Trienal de Milán .
- Mary Bamber, figura de tamaño natural adornada con cerámica de esta socialista revolucionaria. Ha sido expuesta en la exposición permanente en el Museo de Liverpool.[4]

El trabajo de Carrie Reichardt ha aparecido en diversos medios de comunicación, por ejemplo en prensa, incluido The Observer, The Guardian, The Evening Standard, Tile and Stone, y en varios libros, incluidos: '1000 Ideas for Creative Reuse', de Garth Johnson, 'Mural Art No 2', de Kirikos Iosifidis y 'The Idler 42 - Smash the System', de Tom Hodgkinson.